# テレキネシス 山手テレビキネマ室
『テレキネシス 山手テレビキネマ室』（テレキネシス やまのてテレビキネマしつ）は、作画・芳崎せいむ、原作・東周斎雅楽による日本の漫画。
小学館の漫画雑誌『ビッグコミックスピリッツ』にて2004年33号から不定期に連載し、2007年21・22合併号で完結した。単行本は全4巻（小学館ビッグコミックス）。
山手テレビの旧社屋にある、山手テレビキネマ室という小さな映写室の奇妙な番人の物語である。

## 主な登場人物

### 山手テレビ

#### テレビキネマ室
東崋山（あずま かざん）
通称『崋山（カザン）』。映画部の『第三の男』と呼ばれる変わり者だが敏腕のプロデューサー。マキノの直属の上司。深夜映画番組「金曜深夜テレビキネマ館」を担当。旧社屋の試写室、通称テレキネシスを私物化し、たびたび映画を上映している。テレキネシスの後方には、膨大な本数のビデオテープを収蔵した倉庫がある。崋山の紹介する映画作品を、「テレキネシス」で観ることによって、人々はその傷ついた心を癒し、自分の生きる道を再発見し、生きる希望をわかせてゆく。
7歳にして両親が離婚。その後死別した父親が監督した幻の映画、『国民の手品師』のフィルムを探し出すために、山手テレビに入社。社史上最高視聴率をあげたいわくつきのドラマ『楽園の向こう側』を製作した。父親譲りのシナリオ作りの才能がある。名前は映画監督の「エリア・カザン」から父が命名。机の上はいつも乱雑。甘いものが大好き。
野村真希乃（のむら まきの）
通称『マキノ』。山手テレビの新入社員で、ドラマ部を希望していたが、不本意にも映画事業部放映班に配属される。旧社屋一の美人と（一応）噂されている。
崋山のだらしなさにあきれながらも、徐々に彼との信頼関係を築いてゆく。ドラマ部志望の気持ちは失っておらず、こつこつとシナリオを書きためている。机の上はいつも整頓。好きな言葉は「正義」。金沢県出身。けっこう酒豪。祐一と言うBFがいる。

#### 映画部
伊丹（いたみ）
映画事業部放映班チーフプロデューサー。典型的な中間管理職で、長いものには巻かれるタイプ。崋山の生き方とはそりが合わず、彼に小言を言うことも多い立場である。
小津美登里（おづ みどり）
映画部のバイヤー。崋山の元彼女。華やかな美人でサバサバとした性格。マキノの面倒をよく見てくれる。崋山とは四年前に、お互いに仕事上のタイミングのすれ違いで別れたが、いまでも信頼感情でつながれている良き友人同士である。
市川（いちかわ）
映画製作班チーフプロデューサー。『ドラマの山手』という言葉を世に定着させた敏腕。後にドラマ部に復帰。やり手ではあるが計算高く、情は薄いタイプ。

#### その他
桑原（くわばら）
ドラマ部のプロデューサー。『ときめきをキミに』などの人気ドラマを手がける。のち、落ち目となり左遷されかけるが、日の丸テレビにヘッドハンティングされ、再度復活する。女優との離婚経験あり。崋山の同期であり、良き友人。山手退社後も、崋山の進退を気にかけている。
岡本憲明（おかもと のりあき）
情熱的な報道部の新人。マキノと同期。偏向報道を糾そうと、上司の鬼頭プロデューサーを拉致して部屋に立てこもる。
郷田（ごうだ）
最高機密室、通称『サイコキネシス』でアナログ素材をデジタル化するアルバイト。技術部から報道部に移って成功したプロデューサーだが、独立して失敗した経験がある。古株であることから、山手テレビの内情や、檜山信明のプロフィールに精通している。
山根光太郎（やまね こうたろう）
山手テレビの常務取締役。妻はスポンサーの娘。政治家ともパイプを持ち、山手テレビ会長の派閥に属する次期社長候補の一人。借りてきた猫のように相手を安心させ、いきなり攻撃に転じることから、通称『山猫』とも呼ばれるやり手の野心家。若い頃、崋山の父・檜山信明監督を口説き落とし映画『国民の手品師』を製作するが、山根の尽力も空しく、内容に問題ありとして、作品はお蔵入りとなる。フィルムも脚本もその行方はすべてが不明で、文字通り「幻の映画」である。崋山に対しては、信明との因縁も含め、複雑な立場を見せる。
嫁に行った娘が一人いるが不仲。妻とはほぼ別居状態。事実上の一人暮らしで、家族関係は希薄。

### その他の登場人物
檜山信明（ひやま しんめい）
崋山の父親。日本人としてはじめてハリウッドと契約を結んだ'70年代名監督。作品製作へのこだわりは人一倍で、撮り終わった作品の脚本は全て廃棄するなど、かなりの芸術家タイプ。また崋山同様、「これ」と思った役者やスタッフへの執心は強く、長い時間をかけて出演などを説得する。彼自身も、山根の熱心な説得により、山手テレビにて、映画『国民の手品師』を完成させるが、その直後に謎の自動車事故によって死亡。いまだにその死の原因は謎のままである。
離婚した妻（崋山の母親）は、現在女性用下着の輸入を手がけている。

## 各話タイトル
各話には実在の映画のタイトルがつき、『テレキネシス別館』として園村昌弘のコラムがつく。
- 1巻
  - 風と共に去りぬ
  - オール・ザ・キングスメン
  - エルマー・ガントリー/魅せられた男
  - サンセット大通り
  - 愛と青春の旅立ち
  - 大いなる勇者
  - アスファルト・ジャングル
- 2巻
  - ジャッカルの日
  - ジュニア・ボナー/華麗なる挑戦
  - ピクニック
  - 紳士同盟
  - ミスタア・ロバーツ
  - 男の出発
  - めぐり逢い
  - デュエリスト/決闘者
- 3巻
  - 砂漠の戦場エル・アラメン
  - 三十四丁目の奇蹟
  - 告白
  - シェーン
  - アラバマ物語
  - ふるえて眠れ
  - パットン大戦車軍団
  - シェナンドー河
- 4巻
  - ワン・ツー・スリー
  - ジキル博士とハイド氏
  - 俺たちは天使じゃない
  - スティング
  - ライトスタッフ
  - カサブランカ
  - セント・オブ・ウーマン/夢の香り
  - オズの魔法使